# Službeni položaj
Službeni položaj je jugoslovanski črno-beli dramski film iz leta 1964, ki ga je režiral in zanj napisal tudi scenarij Fadil Hadžić. V glavnih vlogah nastopajo Antun Nalis, Božidar Boban, Lojze Potokar, Milena Dravić, Mladen Šerment in Olivera Marković. Zgodba prikazuje delo v kombinatu, kjer se nekateri okoriščajo s pomočjo poneverb in drugih nezakonitih dejavnosti. Glavni del zgodbe predstavlja polemičen dialog v redakcijski sobi.
Film je bil premierno prikazan 13. julija 1964 v jugoslovanskih kinematografih in je naletel na dobre ocene kritikov. Na Puljskem filmskem festivalu je osvojil glavno nagrado velika zlata arena za najboljši jugoslovanski film, ob tem pa še zlato areno za najboljšo igralko (Marković) in srebrno areno za najboljšega igralca (Voja Mirić).

## Vloge
- Voja Mirić kot Radman
- Olivera Marković kot Marija
- Milena Dravić kot Zora
- Lojze Potokar kot Jović
- Semka Sokolović-Bertok kot Fanika
- Božidar Boban kot šofer Dragec
- Mladen Šerment kot gradbenik
- Petar Banićević kot Uzelac
- Stevo Žigon kot urednik
- Ilija Džuvalekovski kot prijatelj iz odbora
- Alenka Rančić kot delavka
- Antun Nalis kot uradnik